# أدريان نافارو
أدريان نافارو (بالإسبانية: Adrián Navarro)‏ هو ممثل أرجنتيني، ولد في 24 أكتوبر 1969 ببوينس آيرس في الأرجنتين.

## وصلات خارجية
- أدريان نافارو على موقع IMDb (الإنجليزية)
- أدريان نافارو على موقع ألو سيني (الفرنسية)
- أدريان نافارو على موقع أول موفي (الإنجليزية)
- أدريان نافارو على موقع أول موفي (الإنجليزية)
- أدريان نافارو على موقع قاعدة بيانات الفيلم (الإنجليزية)
- أدريان نافارو على موقع كينوبويسك (الروسية)